# Puyréaux
Puyréaux est une commune du Sud-Ouest de la France, située dans le département de la Charente (région Nouvelle-Aquitaine).
Ses habitants sont les Podio-Régaliens et les Podio-Régaliennes.

## Géographie

### Localisation et accès
Puyréaux est situé à 3 km au sud-est de Mansle et 24 km au nord d'Angoulême.
Le bourg de Puyréaux est aussi à 6 km au nord-ouest de Saint-Angeau, 9 km au nord-est de Saint-Amant-de-Boixe, 19 km au nord-ouest de La Rochefoucauld.
Le bourg est situé sur la D 6 qui relie Mansle à La Rochefoucauld et Montbron et qui longe la vallée de la Tardoire. La commune est aussi traversée à l'ouest par la N 10 entre Angoulême et Poitiers (déviation de Mansle). La N 10 est accessible au sud de Mansle par un échangeur. La D 739, route de Limoges à Rochefort entre Saint-Claud et Mansle traverse le nord de la commune et la D 6 la rejoint. Elle traverse la N 10 par un passage supérieur.
Le bourg de Puyréaux est situé en bord de la falaise sud dominant la vallée de la Bonnieure, d'où il tire une partie de son nom (puy = colline).
La gare la plus proche est celle de Luxé, à 8 km, desservie par des TER à destination d'Angoulême, Poitiers et Bordeaux.

### Hameaux et lieux-dits
L'extrémité occidentale de la commune arrive aux faubourgs de Mansle (les Sablons). Puyréaux comprend aussi quelques hameaux, comme Puygelier (en partie) et le Pré Ferrand près du confluent de la Bonnieure, l'Age, au sud-ouest, et le Châtelard à l'est.

### Communes limitrophes
|                      | Mouton   |                           |
| Mansle-les-Fontaines | Puyréaux | Saint-Ciers-sur-Bonnieure |
| Maine-de-Boixe       | Nanclars |                           |

La ville de Mansle et les bourgs de Saint-Ciers, Mouton et Maine-de-Boixe sont à 3 km de Puyréaux.

### Géologie et relief
Le sol de la commune est constitué de calcaire datant du Jurassique supérieur (Oxfordien). La vallée de la Bonnieure est occupée par des alluvions du quaternaire, qui forme parfois des terrasses de 10 m de haut (D 6 à l'est et à l'ouest),,.
Le relief de la commune est celui d'un plateau descendant vers les vallées de la Bonnieure et de la Charente au nord. Le point culminant de Puyréaux est à une altitude de 116 m, situé sur la limite sud. Le point le plus bas est à 57 m, situé le long de la Charente au nord-ouest, au pied du bourg de Mansle. Le bourg de Puyréaux, surplombant la vallée de la Bonnieure, est à 100 m d'altitude.

### Hydrographie

#### Réseau hydrographique
La commune est située dans le bassin versant de la Charente au sein du Bassin Adour-Garonne. Elle est drainée par la Bonnieure, la Charente, la Tardoire et, qui constituent un réseau hydrographique de 4 km de longueur totale,.
Sur toute sa limite nord, la commune de Puyréaux est arrosée par la Bonnieure, dont les eaux sont gonflées par celles de la Tardoire en hiver, dont le confluent se trouve juste en amont sur la commune de Saint-Ciers-sur-Bonnieure,.
La Bonnieure se jette dans la Charente en aval du bourg, à Puygelier. La Charente limite la commune au nord-ouest.
La Tardoire passe aussi en limite de commune à l'est, juste avant son confluent, mais elle est à sec une grande partie de l'année. Des gouffres jalonnent les lits de ces cours d'eau.
On trouve aussi de petits étangs artificiels noyant d'anciennes carrières, près du Châtelard, ainsi que quelques sources et fontaines (Font Martin, Font Touray, etc.).

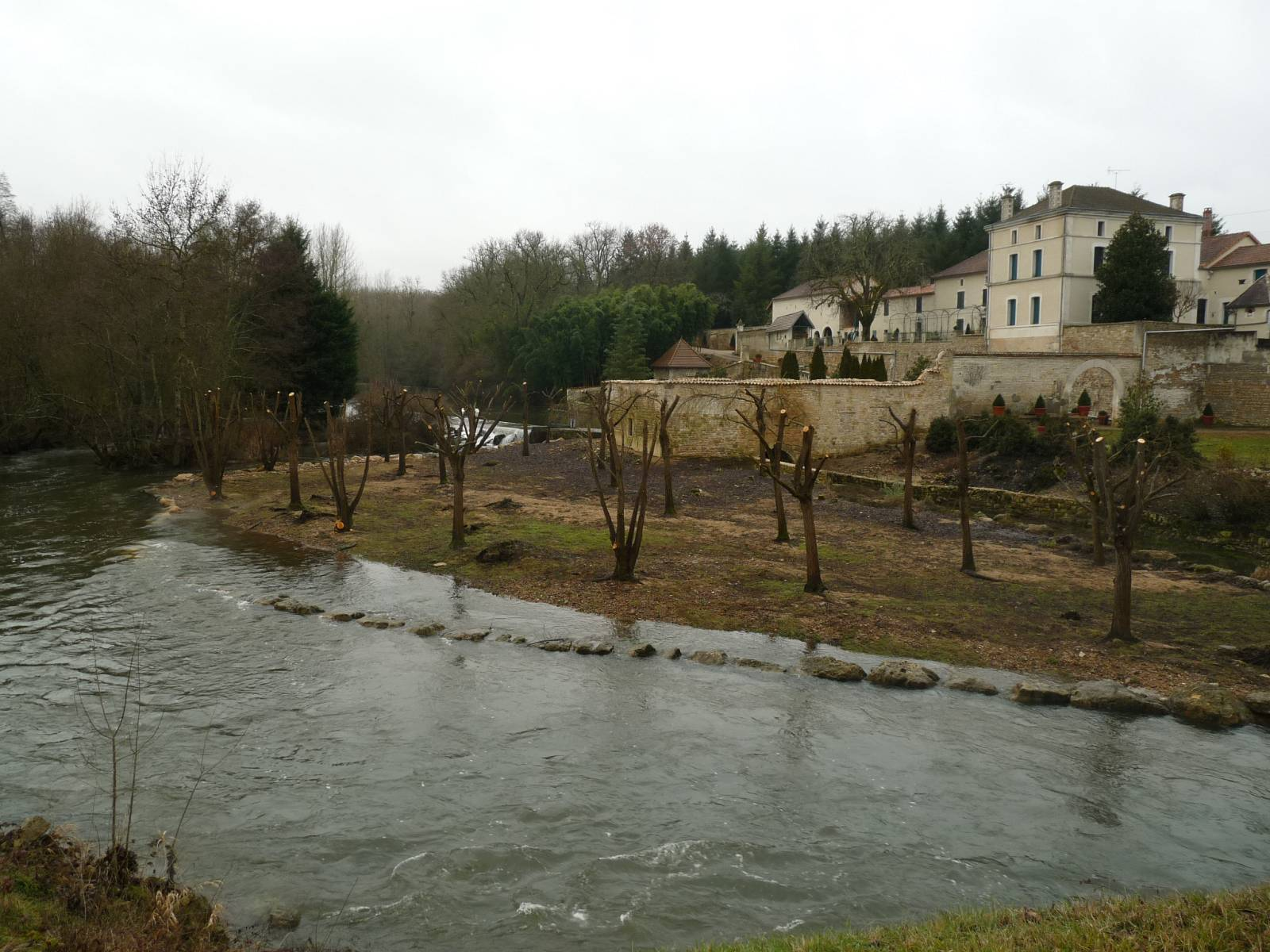
La Bonnieure en hiver au moulin d'Esnord.
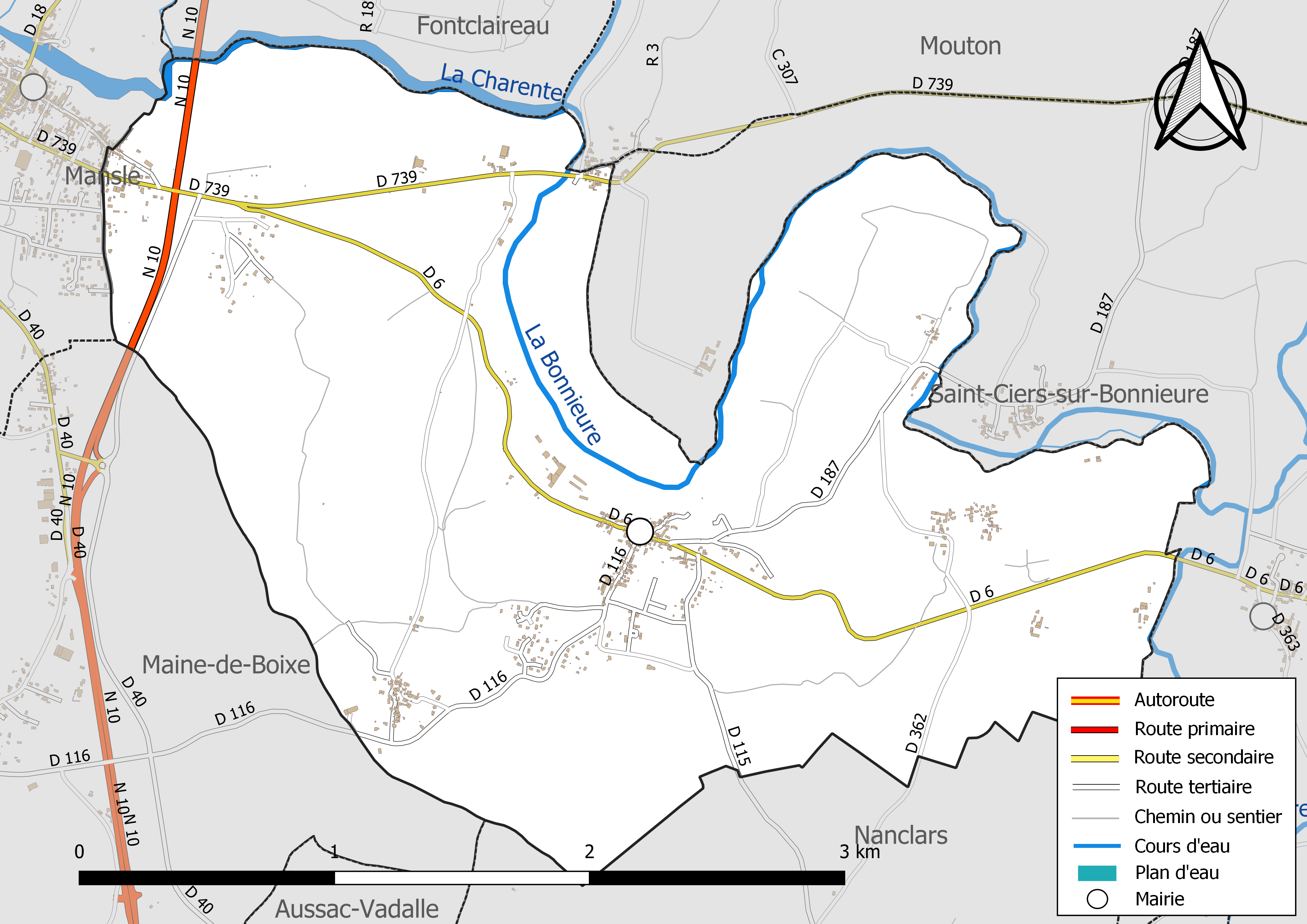
Réseaux hydrographique et routier de Puyréaux

#### Gestion des eaux
Le territoire communal est couvert par le schéma d'aménagement et de gestion des eaux (SAGE) « Charente ». Ce document de planification, dont le territoire correspond au bassin de la Charente, d'une superficie de 9 300 km2, a été approuvé le 19 novembre 2019. La structure porteuse de l'élaboration et de la mise en œuvre est l'établissement public territorial de bassin Charente. Il définit sur son territoire les objectifs généraux d’utilisation, de mise en valeur et de protection quantitative et qualitative des ressources en eau superficielle et souterraine, en respect des objectifs de qualité définis dans le troisième SDAGE  du Bassin Adour-Garonne qui couvre la période 2022-2027, approuvé le 10 mars 2022.

### Climat
Comme dans les trois quarts sud et ouest du département, le climat est océanique aquitain.

## Urbanisme

### Typologie
Au 1er janvier 2024, Puyréaux est catégorisée commune rurale à habitat dispersé, selon la nouvelle grille communale de densité à 7 niveaux définie par l'Insee en 2022.
Elle est située hors unité urbaine. Par ailleurs la commune fait partie de l'aire d'attraction d'Angoulême, dont elle est une commune de la couronne,. Cette aire, qui regroupe 94 communes, est catégorisée dans les aires de 50 000 à moins de 200 000 habitants,.

### Occupation des sols
L'occupation des sols de la commune, telle qu'elle ressort de la base de données européenne d’occupation biophysique des sols Corine Land Cover (CLC), est marquée par l'importance des territoires agricoles (75,1 % en 2018), en diminution par rapport à 1990 (76 %). La répartition détaillée en 2018 est la suivante : 
zones agricoles hétérogènes (32,9 %), terres arables (32,8 %), forêts (19,2 %), prairies (9,4 %), zones urbanisées (4,9 %), mines, décharges et chantiers (0,8 %). L'évolution de l’occupation des sols de la commune et de ses infrastructures peut être observée sur les différentes représentations cartographiques du territoire : la carte de Cassini (XVIIIe siècle), la carte d'état-major (1820-1866) et les cartes ou photos aériennes de l'IGN pour la période actuelle (1950 à aujourd'hui).

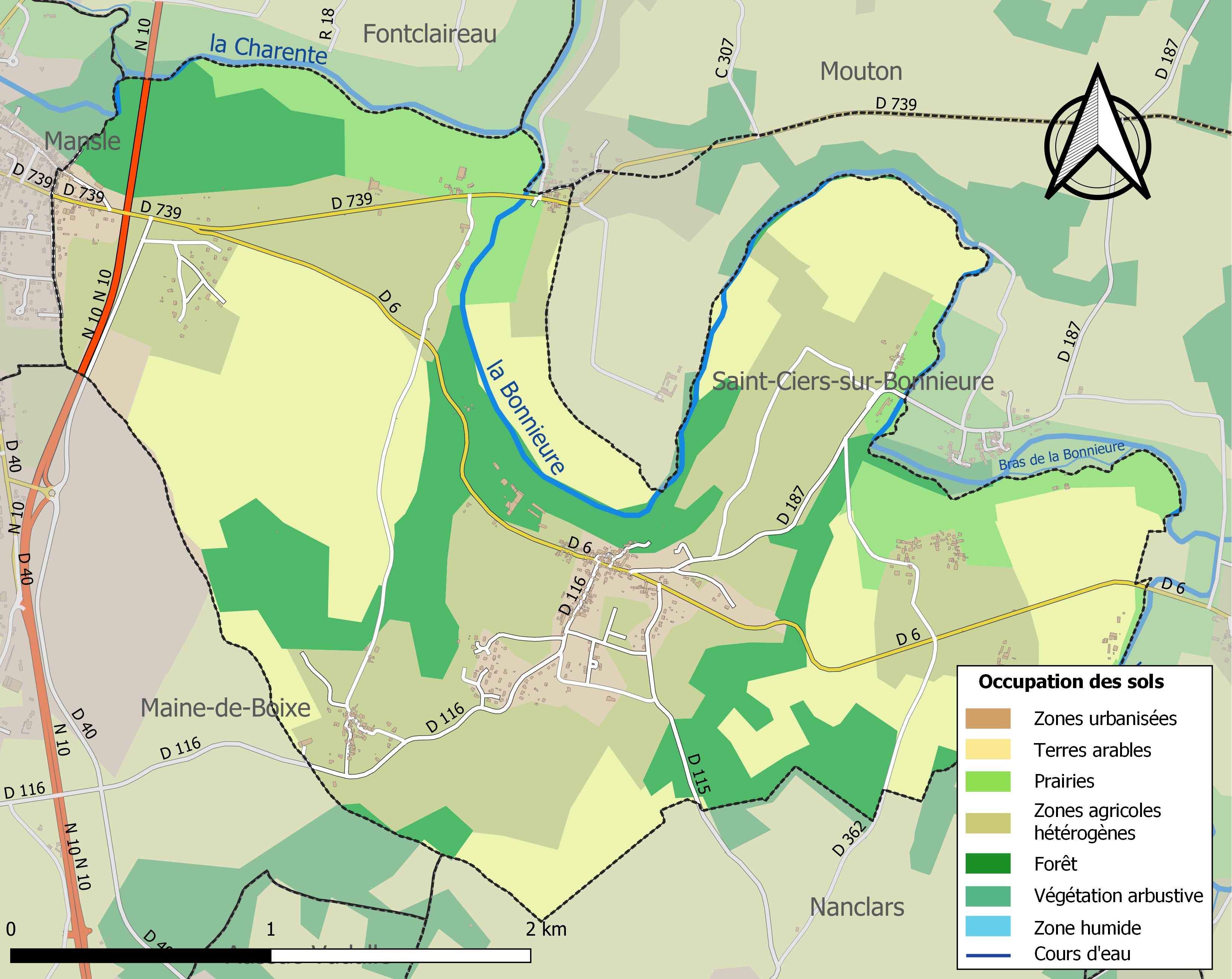
Carte des infrastructures et de l'occupation des sols de la commune en 2018 (CLC).

### Risques majeurs
Le territoire de la commune de Puyréaux est vulnérable à différents aléas naturels : météorologiques (tempête, orage, neige, grand froid, canicule ou sécheresse), inondations et séisme (sismicité modérée). Il est également exposé à deux risques technologiques, le transport de matières dangereuses et la rupture d'un barrage. Un site publié par le BRGM permet d'évaluer simplement et rapidement les risques d'un bien localisé soit par son adresse soit par le numéro de sa parcelle.

#### Risques naturels
Certaines parties du territoire communal sont susceptibles d’être affectées par le risque d’inondation par débordement de cours d'eau, notamment la Charente, la Bonnieure et la Tardoire. La commune a été reconnue en état de catastrophe naturelle au titre des dommages causés par les inondations et coulées de boue survenues en 1982, 1983 et 1999,.

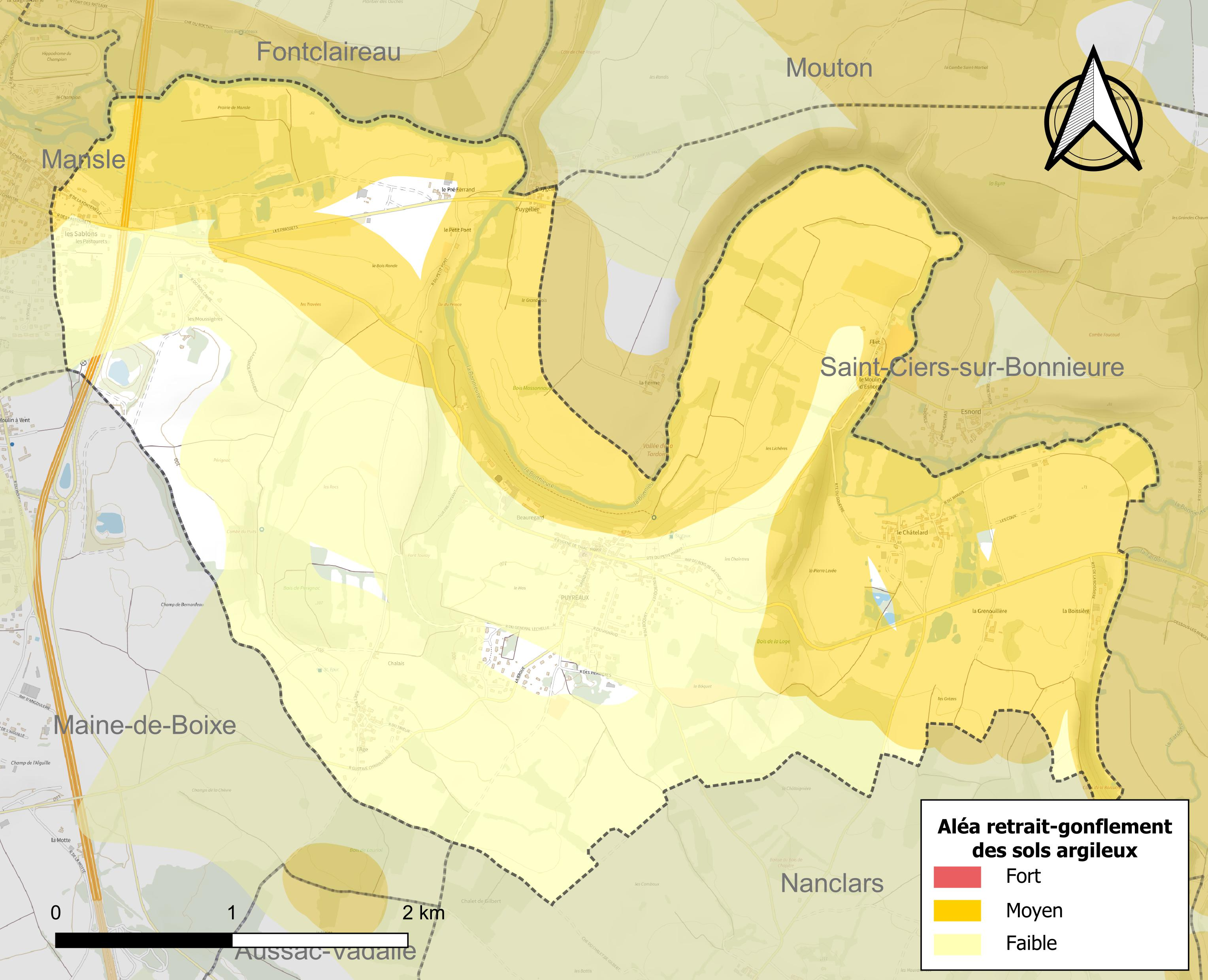
Carte des zones d'aléa retrait-gonflement des sols argileux de Puyréaux.

Le retrait-gonflement des sols argileux est susceptible d'engendrer des dommages importants aux bâtiments en cas d’alternance de périodes de sécheresse et de pluie. 50,6 % de la superficie communale est en aléa moyen ou fort (67,4 % au niveau départemental et 48,5 % au niveau national). Sur les 288 bâtiments dénombrés sur la commune en 2019, 71 sont en aléa moyen ou fort, soit 25 %, à comparer aux 81 % au niveau départemental et 54 % au niveau national. Une cartographie de l'exposition du territoire national au retrait gonflement des sols argileux est disponible sur le site du BRGM,.
Par ailleurs, afin de mieux appréhender le risque d’affaissement de terrain, l'inventaire national des cavités souterraines permet de localiser celles situées sur la commune.
Concernant les mouvements de terrains, la commune a été reconnue en état de catastrophe naturelle au titre des dommages causés par la sécheresse en 2005 et par des mouvements de terrain en 1999.

#### Risques technologiques
Le risque de transport de matières dangereuses sur la commune est lié à sa traversée par une ou des infrastructures routières ou ferroviaires importantes ou la présence d'une canalisation de transport d'hydrocarbures. Un accident se produisant sur de telles infrastructures est susceptible d’avoir des effets graves sur les biens, les personnes ou l'environnement, selon la nature du matériau transporté. Des dispositions d’urbanisme peuvent être préconisées en conséquence.
La commune est en outre située en aval du barrage de Mas Chaban, un ouvrage de classe A. À ce titre elle est susceptible d’être touchée par l’onde de submersion consécutive à la rupture de cet ouvrage.

## Toponymie
Les formes anciennes sont Podie Regalis en 1101-1136, Podio Reau en 1147 (forme occitane latinisée), Montis Regalis.
L'origine du nom de Puyréaux remonte au latin podium regalis qui signifie « colline du roi », en passant par le roman peu reau (ou real),. Les "regalia" étaient les biens qui avaient été concédés par le roi à des églises ou des abbayes, d'où cette autre explication possible. Les composés avec "Puy" sont très nombreux en Charente.
Au XVIIIe siècle, la carte de Cassini indique Peuriot, francisation de peu reau, qui sera orthographié Puireau à la création de la commune en 1793, puis Puireaux en 1801, avant d'avoir l'orthographe actuelle Puyréaux.

### Limite dialectale
Selon Tourtoulon et Terracher, le Châtelard se trouvait encore au XIXe siècle dans la partie occitane de la Charente qui en occupe aujourd'hui le tiers oriental,.

## Histoire

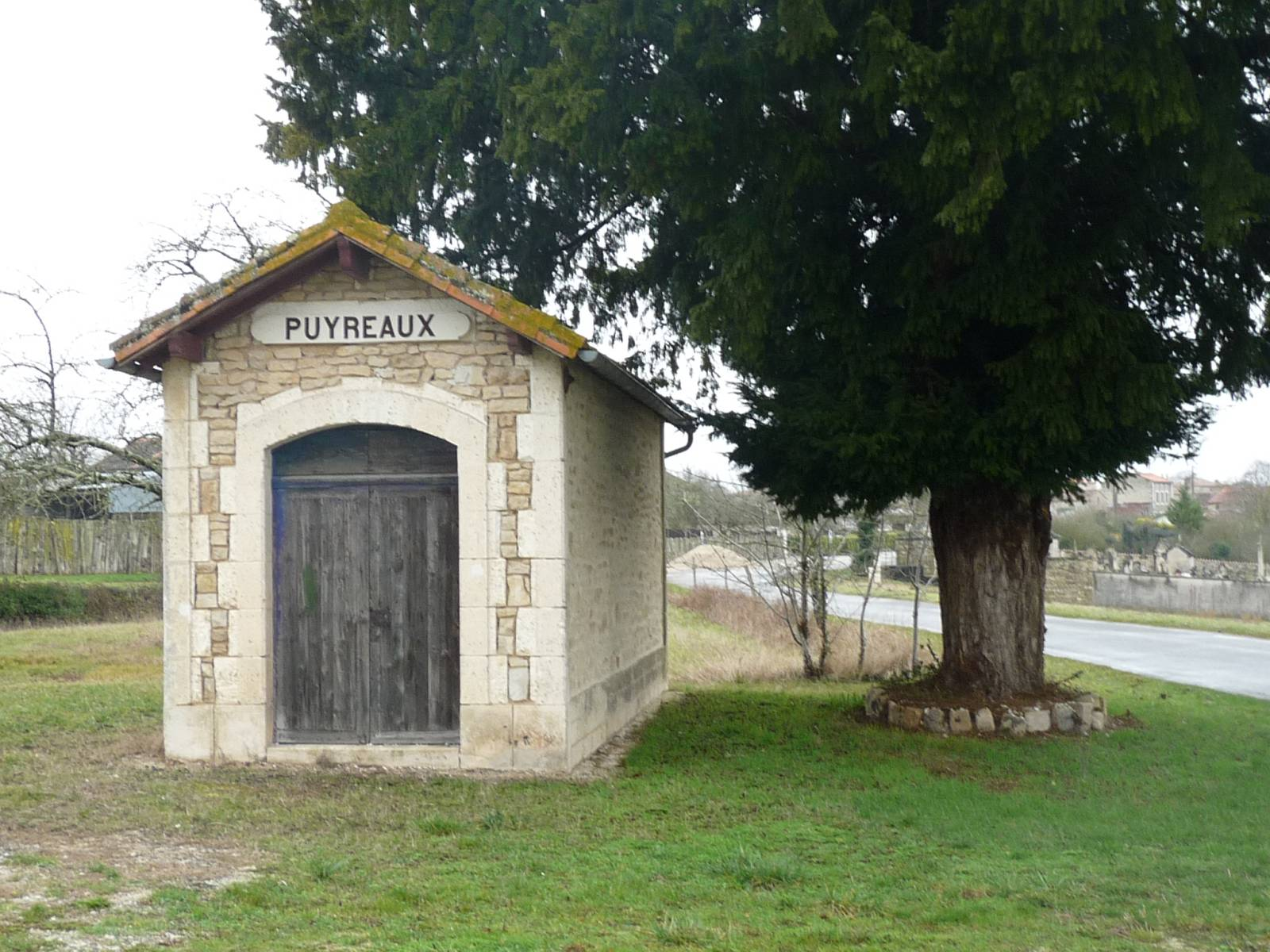
L'ancienne gare.

L'ancienneté de l'occupation humaine est attestée par la présence d'un dolmen (la Pierre Levée, détruit au XIXe siècle pour servir de matériau à des routes) et d'une nécropole de l'âge du fer.
Cette vaste nécropole avait été repérée lors des prospections aériennes pendant l'été 2004, au Châtelard, et après des études préliminaires, les premières fouilles ont eu lieu en 2008. Le document édité par le conseil général de la Charente nous précise « Ce site pourrait en effet éclairer d'un jour nouveau les pratiques sépulcrales des populations locales de l'âge du fer dans une région où elles restent encore mal connues ».
Toujours vers le Châtelard, des vestiges de villa romaine ont été trouvés : colonnes, marbre, fragments de mosaïques, mais aussi à Pérignac (entre Mansle et Puyréaux).
Sous l'Ancien Régime, Puyréaux dépendait de la châtellenie de Mansle, en Angoumois.
Puygelier et le Châtelard étaient deux fiefs de la paroisse. 
Un prieuré dépendant de l'archiprêtré de Jauldes était établi aux alentours de Puygelier. Il semble avoir été abandonné au cours du XVIe siècle.
Au XVIIe siècle, la famille de Chamborant étaient seigneurs de Puygelier.
Au XVIIIe siècle, Marie Valleteau épousa Roch Benoist, seigneur de Saint-Ciers, la Grenouillère et la Boissière. Elle habitait avec lui en 1718 au Châtelard.
Dans la seconde moitié du XIXe siècle, une exploitation agricole modèle avait été fondée par Eugène de Thiac, maire et conseiller général, au château de Puyréaux.
Pendant la première moitié du XXe siècle, la commune était desservie par la petite ligne ferroviaire d'intérêt local à voie métrique des Chemins de fer économiques des Charentes allant de Saint-Angeau à Segonzac, et qui passait par Mansle et Rouillac.

## Administration
| Période                                  | Période  | Identité        | Étiquette | Qualité                   |
| ---------------------------------------- | -------- | --------------- | --------- | ------------------------- |
| Les données manquantes sont à compléter. |          |                 |           |                           |
| 1865                                     | 1870     | Eugène de Thiac |           | Conseiller général        |
| 1874                                     | 1878     | Eugène de Thiac |           | Conseiller général        |
| Les données manquantes sont à compléter. |          |                 |           |                           |
| 2001                                     | 2014     | Robert Barbot   | SE        | Retraité de l'agriculture |
| 2014                                     | En cours | Didier Bertrand | SE        | Artisan                   |

## Démographie

### Évolution démographique
L'évolution du nombre d'habitants est connue à travers les recensements de la population effectués dans la commune depuis 1793. Pour les communes de moins de 10 000 habitants, une enquête de recensement portant sur toute la population est réalisée tous les cinq ans, les populations de référence des années intermédiaires étant quant à elles estimées par interpolation ou extrapolation. Pour la commune, le premier recensement exhaustif entrant dans le cadre du nouveau dispositif a été réalisé en 2008.

En 2022, la commune comptait 571 habitants, en évolution de +7,94 % par rapport à 2016 (Charente : −0,48 %, France hors Mayotte : +2,11 %).
| 1793 | 1800 | 1806 | 1821 | 1831 | 1841 | 1846 | 1851 | 1856 |
| ---- | ---- | ---- | ---- | ---- | ---- | ---- | ---- | ---- |
| 441  | 461  | 450  | 510  | 488  | 537  | 514  | 534  | 510  |

| 1861 | 1866 | 1872 | 1876 | 1881 | 1886 | 1891 | 1896 | 1901 |
| ---- | ---- | ---- | ---- | ---- | ---- | ---- | ---- | ---- |
| 525  | 521  | 516  | 549  | 515  | 503  | 519  | 522  | 508  |

| 1906 | 1911 | 1921 | 1926 | 1931 | 1936 | 1946 | 1954 | 1962 |
| ---- | ---- | ---- | ---- | ---- | ---- | ---- | ---- | ---- |
| 507  | 500  | 414  | 360  | 354  | 370  | 338  | 326  | 343  |

| 1968 | 1975 | 1982 | 1990 | 1999 | 2006 | 2008 | 2013 | 2018 |
| ---- | ---- | ---- | ---- | ---- | ---- | ---- | ---- | ---- |
| 334  | 321  | 361  | 403  | 396  | 448  | 463  | 512  | 537  |

| 2022 | - | - | - | - | - | - | - | - |
| ---- | - | - | - | - | - | - | - | - |
| 571  | - | - | - | - | - | - | - | - |

### Pyramide des âges
La population de la commune est relativement jeune.
En 2018, le taux de personnes d'un âge inférieur à 30 ans s'élève à 32,9 %, soit au-dessus de la moyenne départementale (30,2 %). À l'inverse, le taux de personnes d'âge supérieur à 60 ans est de 29,4 % la même année, alors qu'il est de 32,3 % au niveau départemental.
En 2018, la commune comptait 251 hommes pour 286 femmes, soit un taux de 53,26 % de femmes, légèrement supérieur au taux départemental (51,59 %).
Les pyramides des âges de la commune et du département s'établissent comme suit.
| Hommes | Classe d’âge | Femmes |
| ------ | ------------ | ------ |
| 0,8    | 90 ou +      | 2,1    |
| 5,2    | 75-89 ans    | 7,7    |
| 22,7   | 60-74 ans    | 20,3   |
| 19,9   | 45-59 ans    | 19,9   |
| 17,1   | 30-44 ans    | 18,2   |
| 15,5   | 15-29 ans    | 14,0   |
| 18,7   | 0-14 ans     | 17,8   |

| Hommes | Classe d’âge | Femmes |
| ------ | ------------ | ------ |
| 1      | 90 ou +      | 2,7    |
| 9,2    | 75-89 ans    | 12     |
| 20,6   | 60-74 ans    | 21,3   |
| 20,7   | 45-59 ans    | 20,3   |
| 16,8   | 30-44 ans    | 16     |
| 15,6   | 15-29 ans    | 13,4   |
| 16,1   | 0-14 ans     | 14,3   |

## Équipements, services et vie locale

### Enseignement
L'école publique est un RPI entre Saint-Ciers et Puyréaux. Saint-Ciers accueille l'école élémentaire et Puyréaux l'école primaire. L'école, située au bourg, comporte une classe maternelle et une classe élémentaire. Le secteur du collège est Mansle.

### Autres services et vie locale
Salle polyvalente, hôtel, bar, restaurant, cabinet d'infirmiers.

## Lieux et monuments

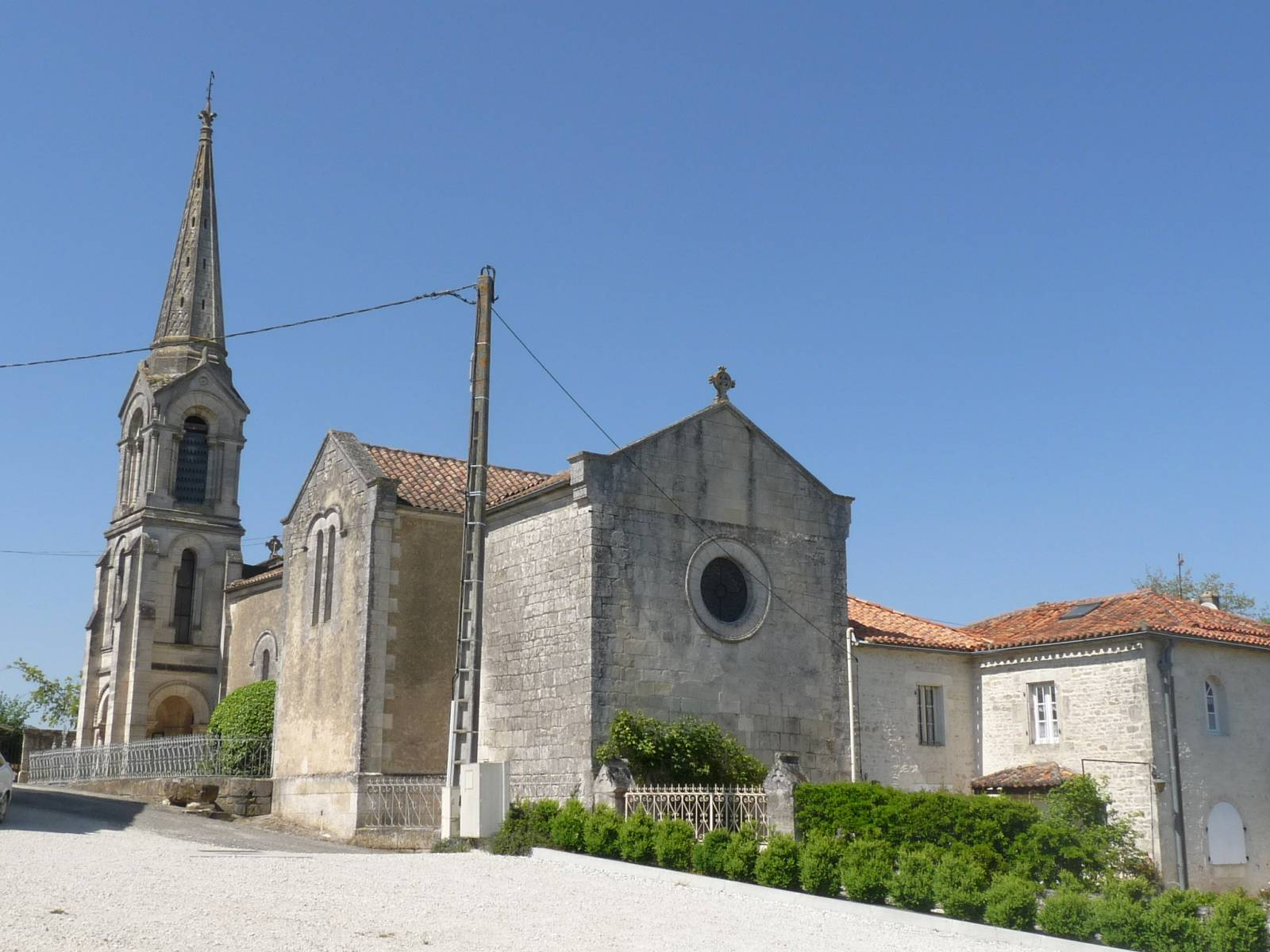
L'église.

L'église paroissiale Saint-Laurent possède une cloche qui date de 1487 et qui est un objet classé monument historique au titre objet, tout comme les quatre tableaux de la même époque qui forment un polyptyque. Ils représentent sainte Élisabeth, saint Laurent et Jésus qui tombe sous le poids de la Croix. Ces quatre panneaux peints forment un retable.

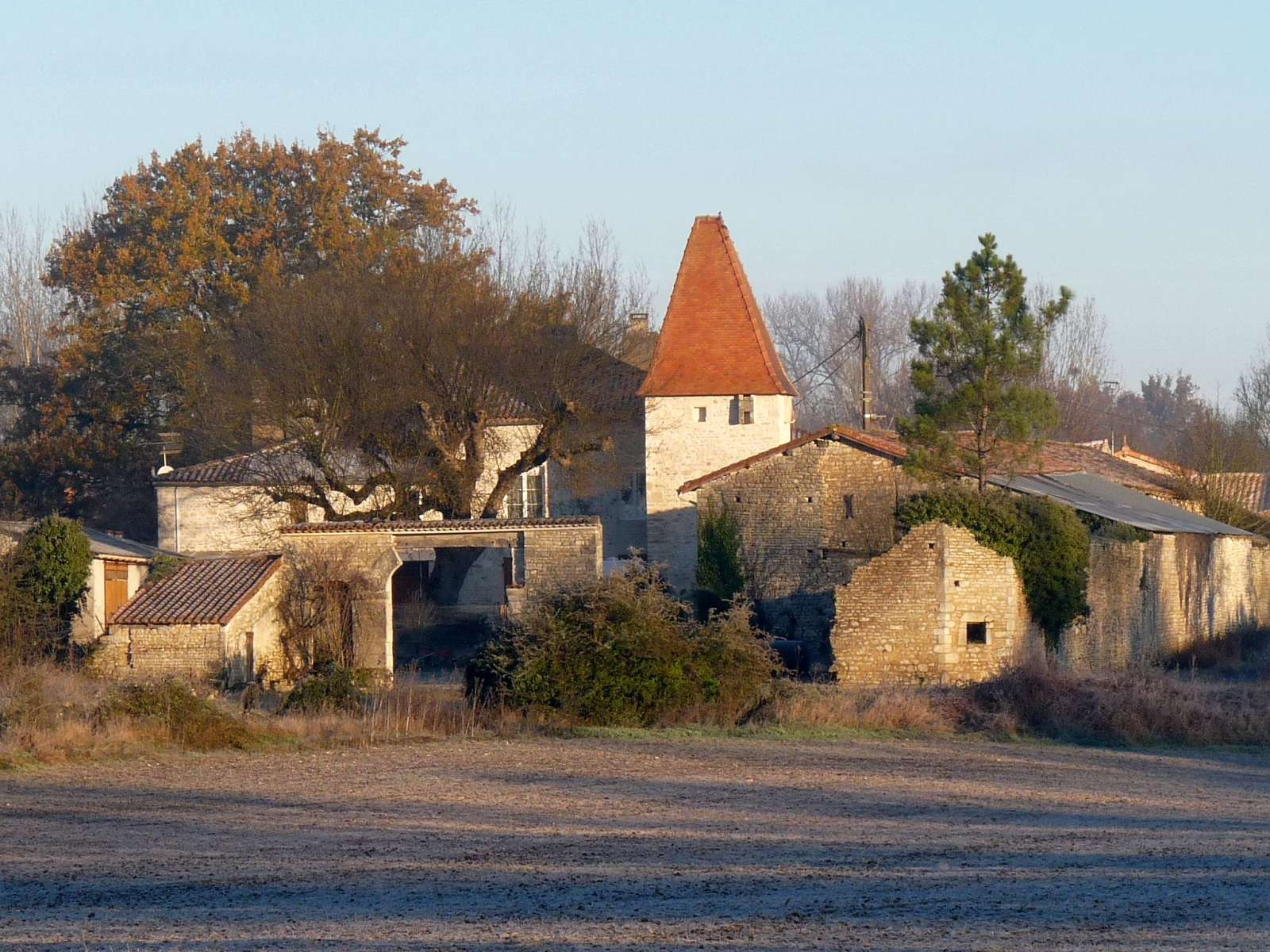
Le logis du Châtelard.
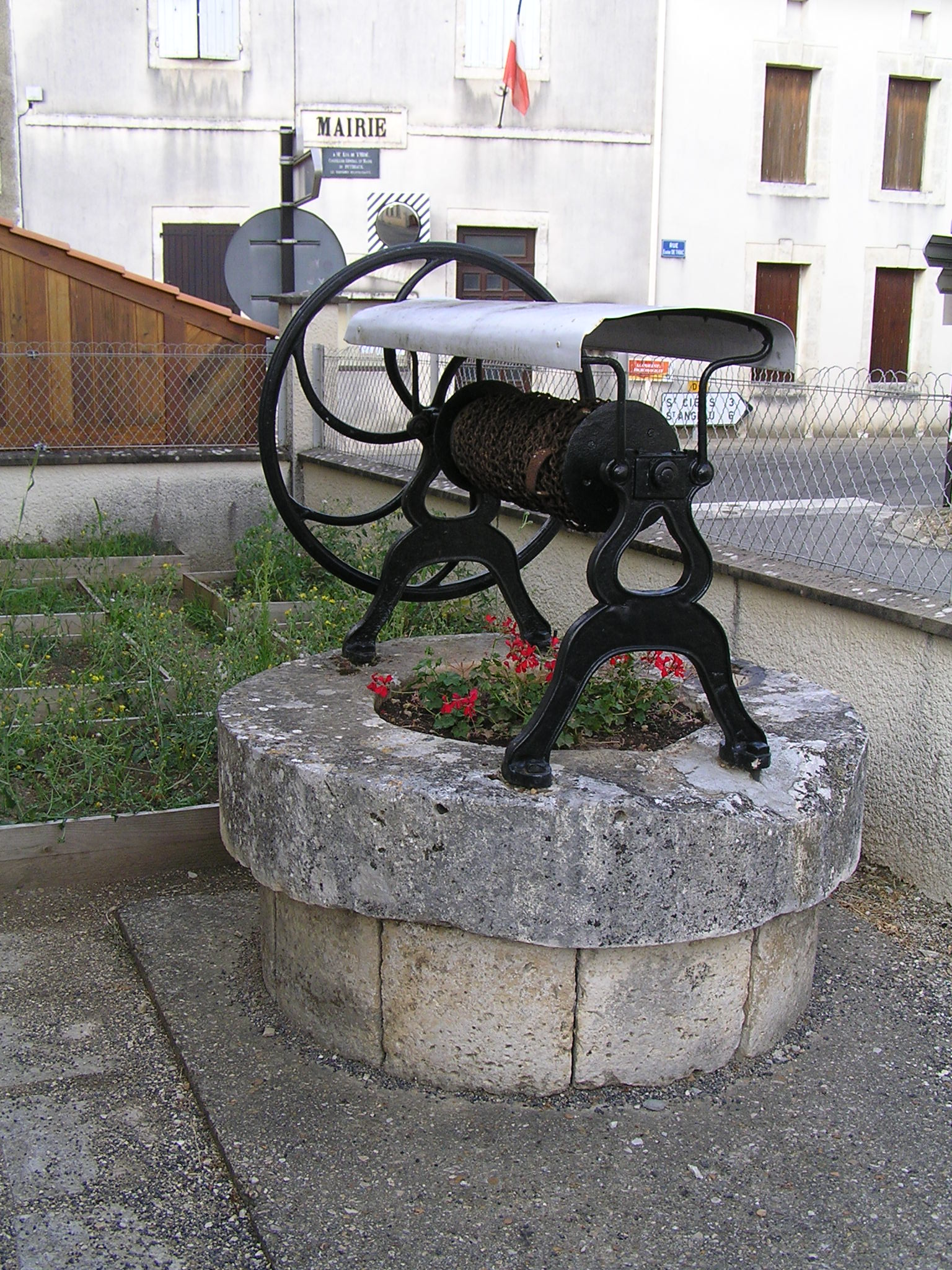
Puits.
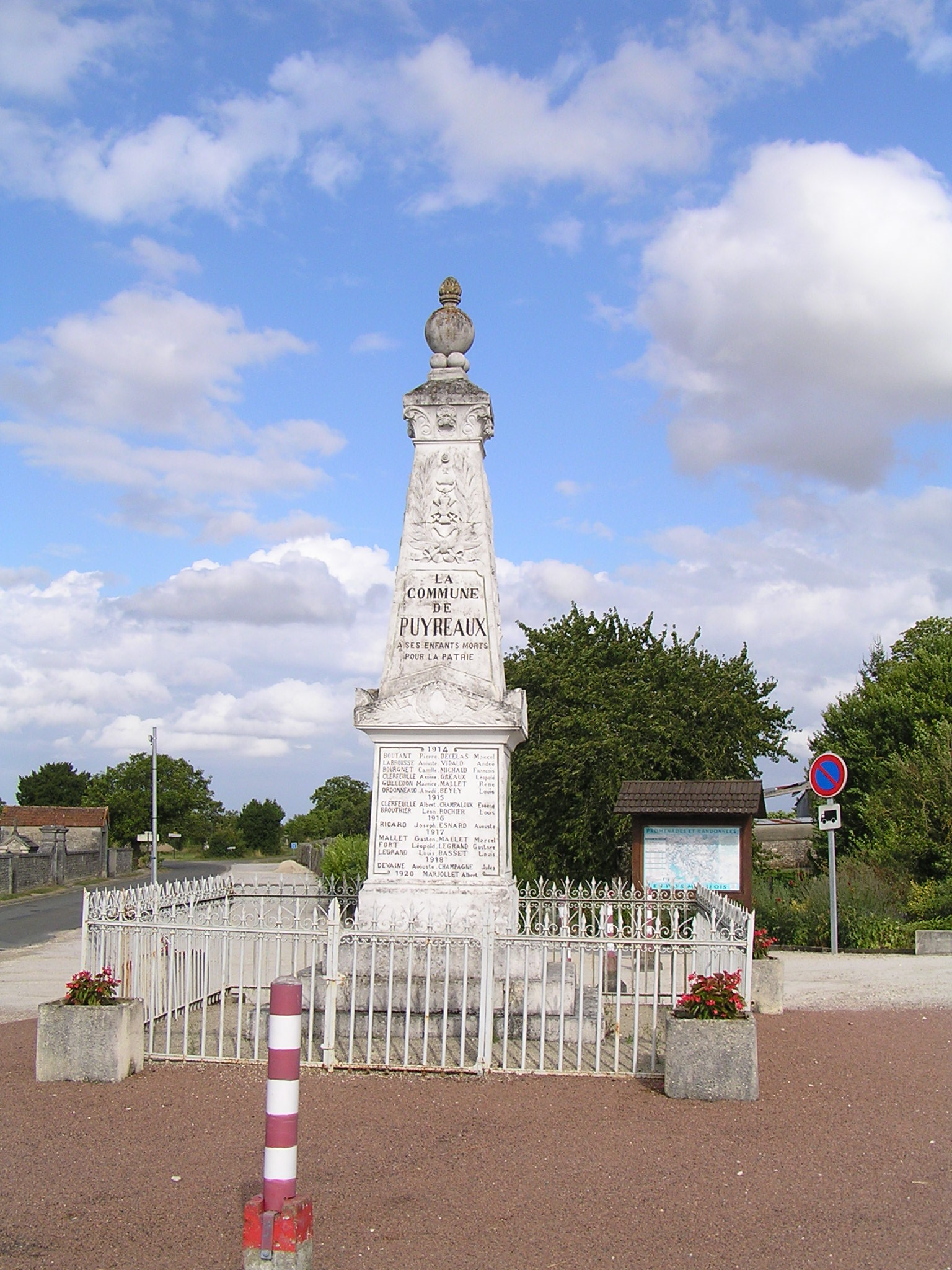
Monument aux morts.

## Personnalités liées à la commune
- Pierre Léchelle (1756-1836), homme politique, député de la Charente de 1791 à 1792, est né à Puyréaux.
- Jean Léchelle (1760-1793), général de la Révolution, est né à Puyréaux.
- Eugène de Thiac (1806-1892). Né à Bordeaux, arrivé en 1846 à Puyréaux, il fonde une ferme modèle[42] et devient conseiller général et maire de la commune.